# 강북문화정보도서관
강북문화정보도서관은 서울특별시 강북구 번동 소재의 구립도서관이다.

## 역사
- 2001년 6월 5일: 강북문화정보센터 개관
- 2013년 6월 21일: 강북문화정보도서관으로 명칭 변경

## 시설
- 지하: 식당
- 1층: 유아/초등학생 자료실/열람실, 향토자료실, 연속간행물실
- 2층: 종합자료실, 문학자료실
- 3층: 열람실, 수서실
- 4층: 시청각실, 문화교실, 전자정보실, 옥외휴게실